# Kamillebladroller
De kamillebladroller (Cochylidia implicitana) is een vlinder uit de familie bladrollers (Tortricidae). De wetenschappelijke naam is voor het eerst geldig gepubliceerd in 1856 door Wocke.
De soort komt voor in Europa.